# Tatarpur Lallu
Tatarpur Lallu è una suddivisione dell'India, classificata come census town, di 5.967 abitanti, situata nel distretto di Bijnor, nello stato federato dell'Uttar Pradesh.